# Rudolf Mleczko
Rudolf Mleczko (ur. 17 kwietnia 1898 w Kozach, zm. 18 sierpnia 1928 w Rogóźnie) – kapitan piechoty Wojska Polskiego.

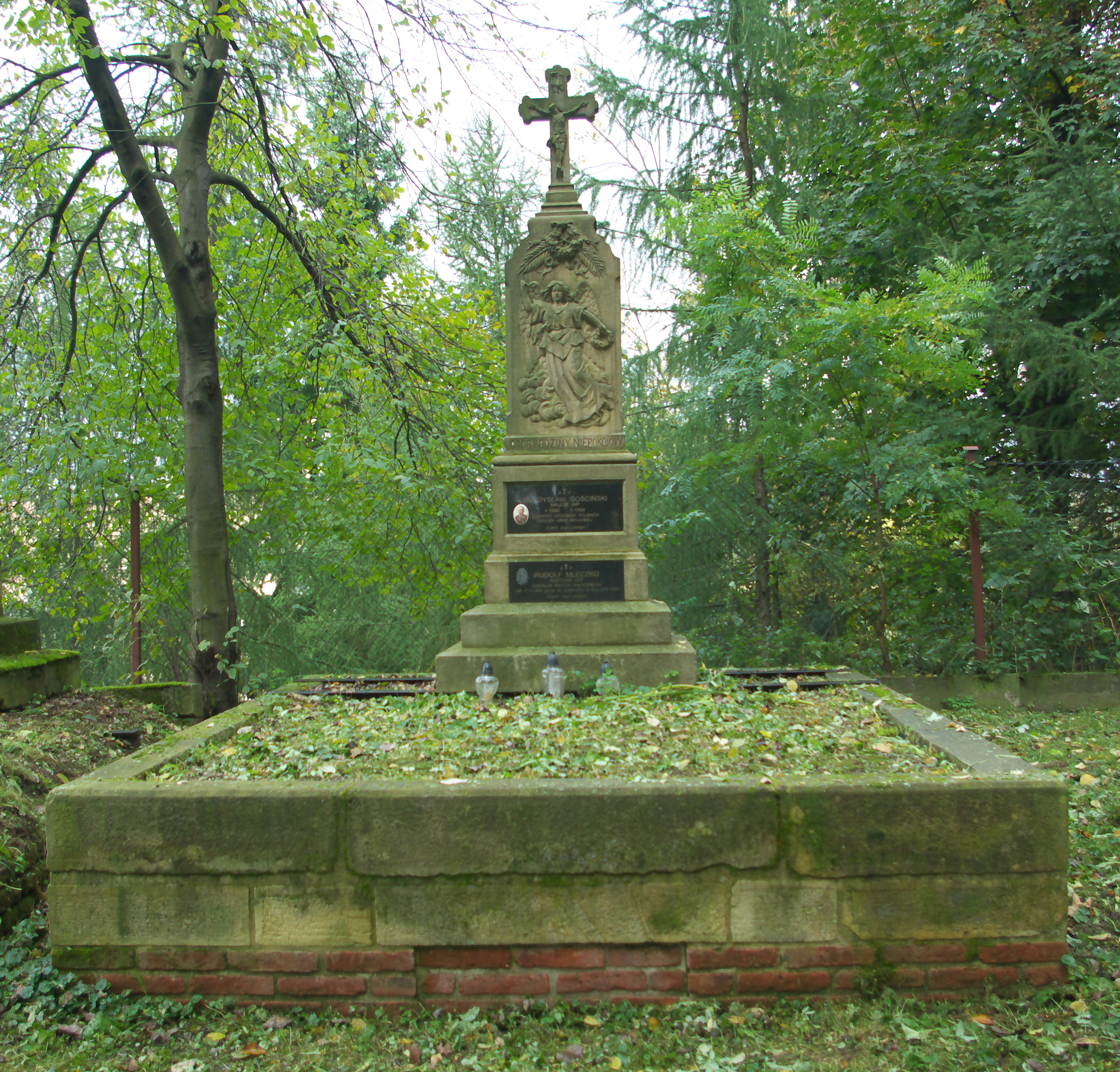
Nagrobek Rudolfa Mleczki

## Życiorys
Urodził się 17 kwietnia 1898 w Kozach jako syn Jana i Anny z domu Osierda. Po zakończeniu I wojny światowej i odzyskaniu przez Polskę niepodległości został przyjęty do Wojska Polskiego. Uczestniczył w wojnie polsko-bolszewickiej. Został awansowany do stopnia porucznika piechoty ze starszeństwem z dniem 1 czerwca 1919, a później do stopnia kapitana piechoty ze starszeństwem z dniem 1 stycznia 1927. W latach 20. był oficerem zawodowym 2 pułku Strzelców Podhalańskich w Sanoku. W 1928 był zweryfikowany z lokatą 89.
Był autorem artykułu pt. Uwagi o organizacji łączności w pułku piechoty, opublikowanym w zeszycie 7 czasopisma „Przegląd Piechoty” z sierpnia 1928. Ostatnie zdanie jego rozprawy brzmiało:

Zbliżający się okres ćwiczeń koncentracyjnych i międzydywizyjnych przyniesie cały szereg nowych doświadczeń i nowych poglądów oraz wysunie, być może, nowe postulaty, które dadzą bogaty materiał do dalszego rozwinięcia tego ważnego w życiu wojska zagadnienia.

Zmarł 18 sierpnia 1928 w Rogóźnie. Poniósł śmierć podczas ćwiczeń wojskowych 2 pułku Strzelców Podhalańskich. Został wówczas zastrzelony przy swojej kwaterze, według doniesienia prasowego po sutej libacji w kasynie oficerskim z okazji pożegnania oficerów rezerwy. Sprawcą zabójstwa był por. Jan Pniewski, który pod koniec sierpnia 1928 został przewieziony do więzienia Okręgowego Sądu Wojskowego we Lwowie. W ewidencji Wojska Polskiego II Rzeczypospolitej widniało dwóch oficerów o tożsamości Jan Pniewski. Pierwszy z nich, Jan Pniewski I, ur. 1894, posiadał tytuł naukowy doktora i w latach 1923, 1924 w stopniu porucznika piechoty był oficerem rezerwowym 36 pułku piechoty z garnizonu Warszawa. Drugi z nich, porucznik kawalerii Jan Pniewski II, ur. 1898, na przełomie lat 20./30., w tym w 1928 roku, był oficerem 14 pułku Ułanów Jazłowieckich z garnizonu Lwów. Istnieje prawdopodobieństwo, że opisywanym sprawcą zabójstwa Rudolfa Mleczki był pierwszy z nich, oficer piechoty urodzony w 1894, jako że doniesienie prasowe w „Expressie Wieczornym Ilustrowanym” wskazało, iż zabójca był oficerem 2 pułku Strzelców Podhalańskich, a zatem jednostki piechoty. Odnośnie do przyczyn dokonania zabójstwa krążyły różne wersje i pogłoski, które miało wyjaśnić wszczęte śledztwo.
Uroczystości żałobne Rudolfa Mleczki odbyły się w Tomaszowie Lubelskim, a uczestniczyli w nich żołnierze z załogi pobliskiego garnizonu w oraz z jednostek wówczas uczestniczących w ćwiczeniach w pobliskim Bełżcu. Następnie jego ciało zostało przewiezione do Krosna i pochowane na tamtejszym Starym Cmentarzu w grobowcu rodziny Niepokojów, w którym został później pochowany mjr Władysław Gościński (1890–1954). Inskrypcja nagrobna podała, iż Rudolf Mleczko zginął na posterunku.
Był odznaczony Krzyżem Walecznych. Jego żoną była Stefania z domu Niepokój (1902–1996), z którą miał córkę.